# Lumbovski zaljev
Lumbovski zaljev (rus. Лумбовский залив) je zaljev Bijelog mora, u Rusiji. To je najveći zaljev uz Tersku obalu poluotoka Kola.
Otok Lumbovski zatvara jugoistočni dio izlaza iz zaljeva. U zaljev utječu rijeke Zapadnaja, Černaja, Lumbovka i Kamenka.